# Giesteira
Giesteira ou Bairro de Belém é um dos seis bairros tradicionais na cidade da Póvoa de Varzim em Portugal, é também uma das onze partes da cidade contemporânea. A Giesteira localiza-se a nordeste do Centro da Póvoa de Varzim. Assenta na freguesia, Póvoa de Varzim, Beiriz e Argivai, sendo que grande parte do território pertence à antiga freguesia de Beiriz.
A Giesteira foi uma antiga aldeia que, no século XIV, viria a fundar o novo centro urbano de Varzim. Uma das características da Giesteira são os muros graníticos que dividiam os campos agrícolas. Na Giesteira localiza-se o novo cemitério da Póvoa de Varzim, sendo que o antigo, nas Moninhas, também era parte do seu território tradicional. Dados arqueológicos indicam a existência de uma necrópole datada do período romano.

## Geografia

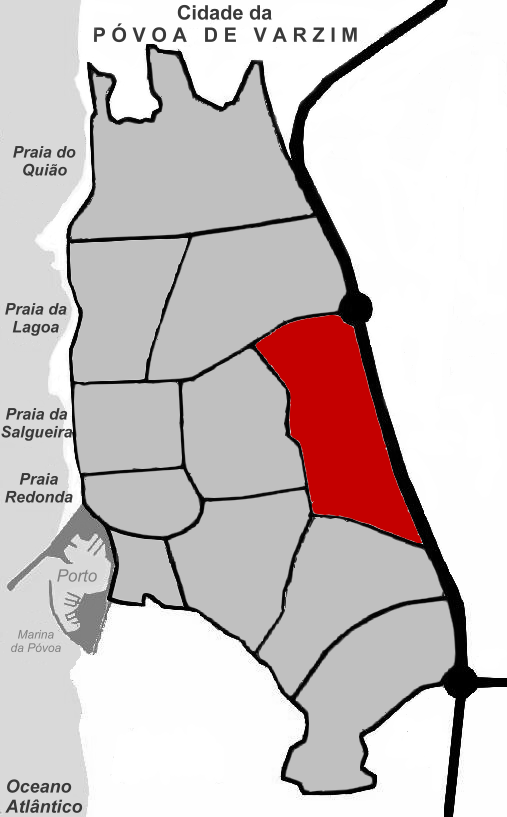
Localização da Giesteira

A Giesteira está limitada a norte pelo Parque da Cidade, a este por Beiriz, a oeste por Barreiros/Moninhas e a sul pela Gândara.
A Giesteira está encaixada pela Auto-estrada A28, a nascente, e pela nova Avenida 25 de Abril, a poente. De desenvolvimento muito modesto, com carácter crescentemente residencial, a parte Norte, na zona de Barreiros, tem já desenvolvimento urbano de nota.
O Largo Senhora de Belém funciona como centro do bairro, a ele chegam a Rua Almeida Brandão, que o liga à Avenida 25 de Abril e ao Centro da Cidade. A Norte, por detrás da capela, o largo é atingido pelas Ruas Giesteira de Baixo e Giesteira de Cima, ambas com a feição rural típica do bairro.

## Família Giesteira
O Lugar da Giesteira, zona ainda hoje agrícola, está na origem do apelido da família que explorava o lavradio das suas terras. A família Giesteira. Núcleo central das gentes e locais do Lugar. 
1ª Geração: Artur Giesteira; Adelaide Amorim     
2ª Geração (filhos): Alda Giesteira; Antonio Giesteira; Domingos Giesteira; Emilia Giesteira; José Giesteira; Manuel Giesteira. 
3ª Geração (netos): Adelaide Giesteira; Adelaide Giesteira (2); Alberto Giesteira; Artur Giesteira; Artur Giesteira (2); Bruno Giesteira; Filipe Giesteira; Inês Giesteira; José Giesteira; José Giesteira (2); Manuela Giesteira; Maria José Giesteira; Maria José Giesteira (2); Raquel Giesteira; Tiago Giesteira. 
4 geração (bis-netos): Barbara Giesteira; Eduarda Giesteira; Giovana Giesteira; Joana Giesteira; Leonor Giesteira; Martim Giesteira; Miguel Giesteira; Vitor Giesteira (...)

## História
A Giesteira, a par do Alto de Martim Vaz, do topo Nascente da Rua da Junqueira e Vila Velha demonstram a ocupação romana no território da cidade da Póvoa de Varzim. Em Giesteira de Cima foram encontrados elementos que indicam a existência de uma necrópole.
Nas Inquirições de D. Afonso II de 1220, o rei tinha na Giesteira um reguengo com 8 casais, que pagavam o quarto de pão; que quando iam pescar, pagavam o navão.
A Giesteira com Argivai constituía outrora o núcleo principal do povoamento antes do século XIV cujos lavradores e pescadores ajudaram na instalação da póvoa piscatória no litoral. Prova disso, o apelido Giesteira é um dos mais comuns e próprios da Póvoa de Varzim.
A Capela de N.S. de Belém foi benzida em 13 de Agosto de 1826, tinha sido edificada no lugar de uma antiga ermida.

## Festas e romarias
A sua cor é o azul celeste, com a Associação D. R. Académico de Belém constituída em 1982. No entanto, é em 1966 que surge a primeira referência ao Académico de Belém. Possui a Capela de Nossa Senhora de Belém à qual o Bairro dedica a sua maior festa em Julho. Em 1900 a procissão com todas as confrarias da Póvoa é relatada na imprensa da época. Com missa cantada, por música vocal e instrumental, e Arraial no fim com a banda musical Povoense.
As principais festas do Bairro ocorrem durante o verão, a 29 de Junho são as festas de Festas de São Pedro do Bairro de Belém, em conjunto com os outros bairros mais típicos e a Procissão da Senhora de Belém em Julho. A Confraria de Nossa Senhora de Belém usa Opa branca e “cabeção” vermelho e foi fundada em 1826 ou antes.